# ФК Конас Кий
ФК „Конас Кий“ (на английски: Connah's Quay Football Club [Конас Кий Футбол Клъб]; на уелски: Clwb Pêl-droed Nomadiaid Cei Connah [Клуб Пеел-дройд Номадиайд Кей Конах]), по-рано ФК „Гап Конас Кий“, кратка форма „Конас“, е футболен клуб в едноименния град Конас Кий Уелс, Великобритания.
Играе мачовете си на стадион Дийсайд Стейдиъм.

## Срещи с български отбори
На 5 юли 2014 г. домакинства в контролна среща с българския Лудогорец (Разград). Мачът завършва 0 – 7 за „Лудогорец“.

## Предишни имена
| Години      | Име                                                |
| ----------- | -------------------------------------------------- |
| 1946 – 1952 | „Конас Кий Джуниърс“ Connah's Quay Juniors         |
| 1952 – 2008 | „Конас Кий Номадс ФК“ Connah's Quay Nomads FC      |
| от 2008     | „ФК ГАП Конас Кий“ Gap Connah's Quay Football Club |

## Успехи
- Уелска Висша лига:
  -  Шампион (2): 2019/20, 2020/21
  -  Сребърен медалист (4): 2016/17, 2018/19, 2022/23, 2023/24
  -  Бронзов медалист (1): 2017/18
- Купа на Уелс:
  -  Носител (3): 1928/29***, 2017/18, 2023/24
  -  Финалист (4): 1907/08***, 1910/11***, 1997/98, 2024/25
- Купа на Висшата лига:
  -  Носител (1): 1995/96
- Купа на лигата:
  - 1/2 финалист (5): 2009/10, 2015/16, 2016/17, 2017/18, 2018/19
- Къмри Алианс: (2 ниво)
  -  Шампион (2): 2010/11, 2011/12
- Купа на Къмри Алианс:
  -  Финалист (1): 2007/08
- FAW Трофи:
  -  Носител (2): 1952/53, 1980/81
  -  Финалист (3): 1950/51

### Международни
- Купа Чалъндж:
  -  Финалист (1): 2018/19
    - Участва като „ККоннас-Кий & Шотън“.